# Kaiserliche Werft Danzig

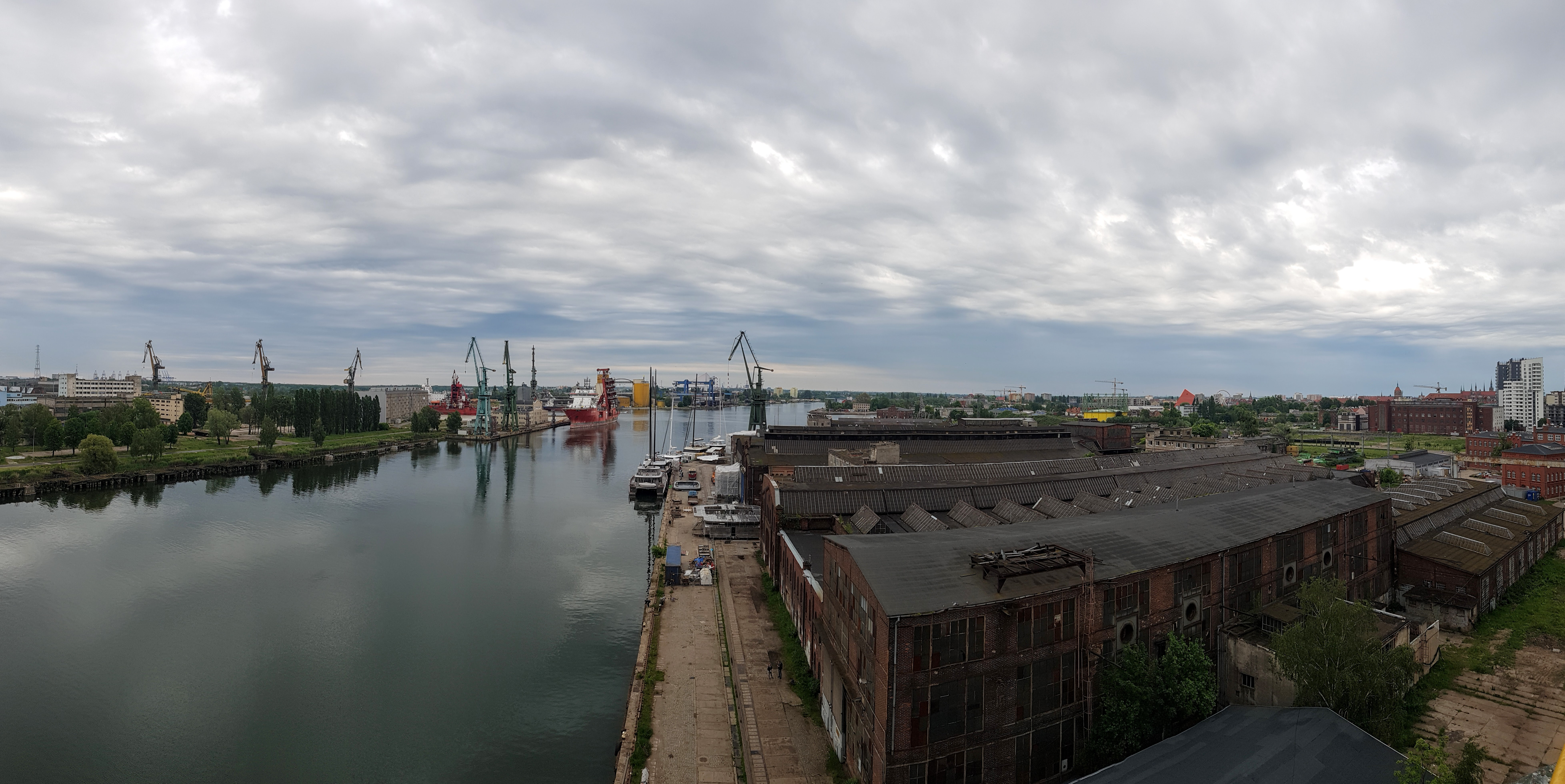
Stocznia w Gdańsku, widok z Żurawia M3, 2020

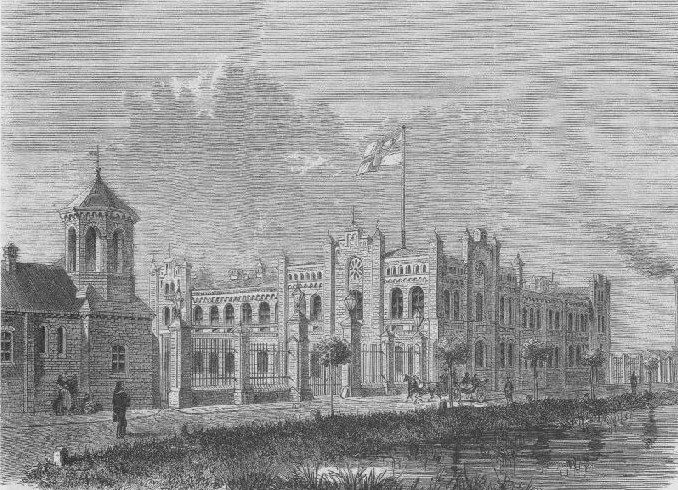
Budynek dyrekcji Stoczni Cesarskiej w Gdańsku, 1878

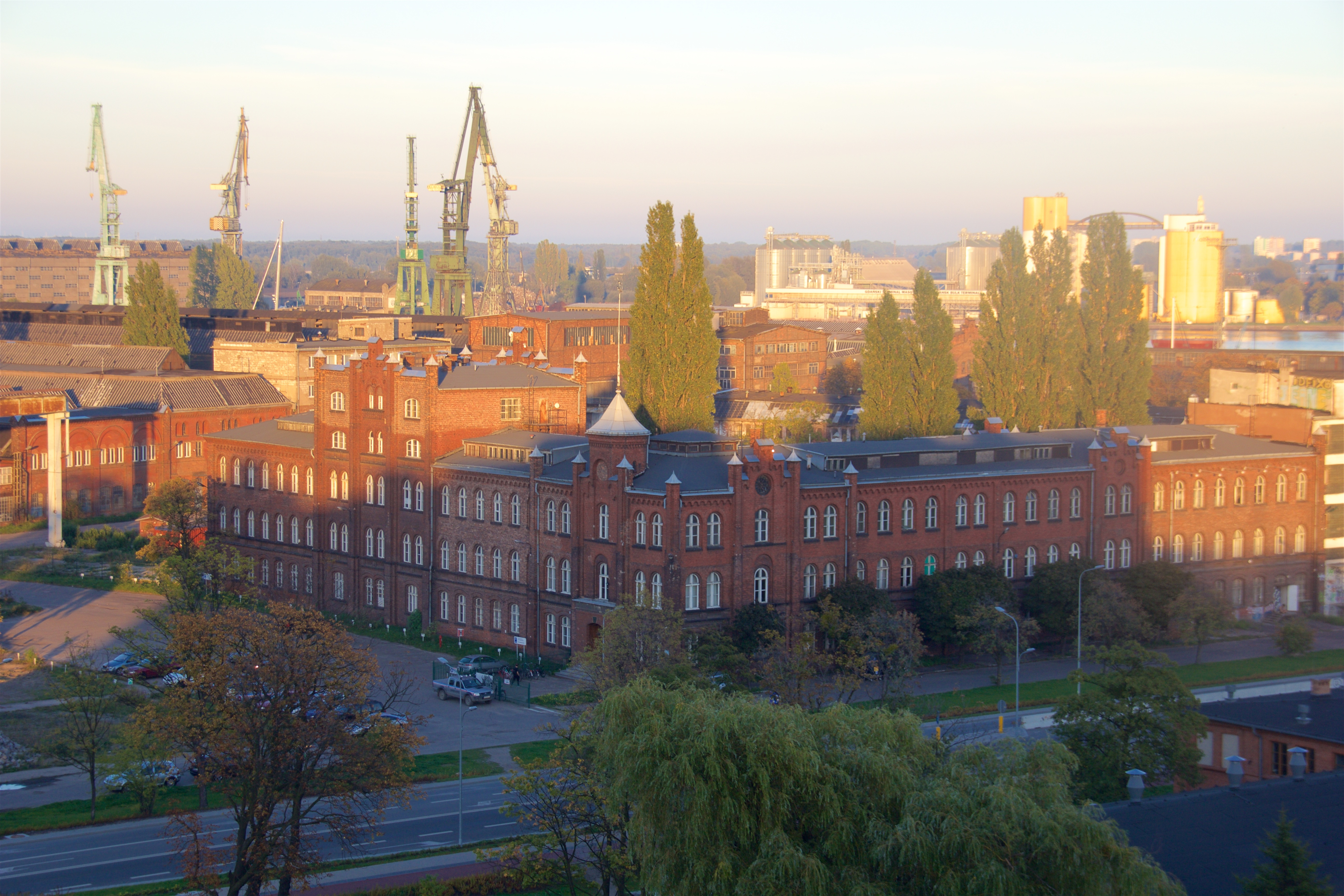
Budynek dyrekcji, 2015

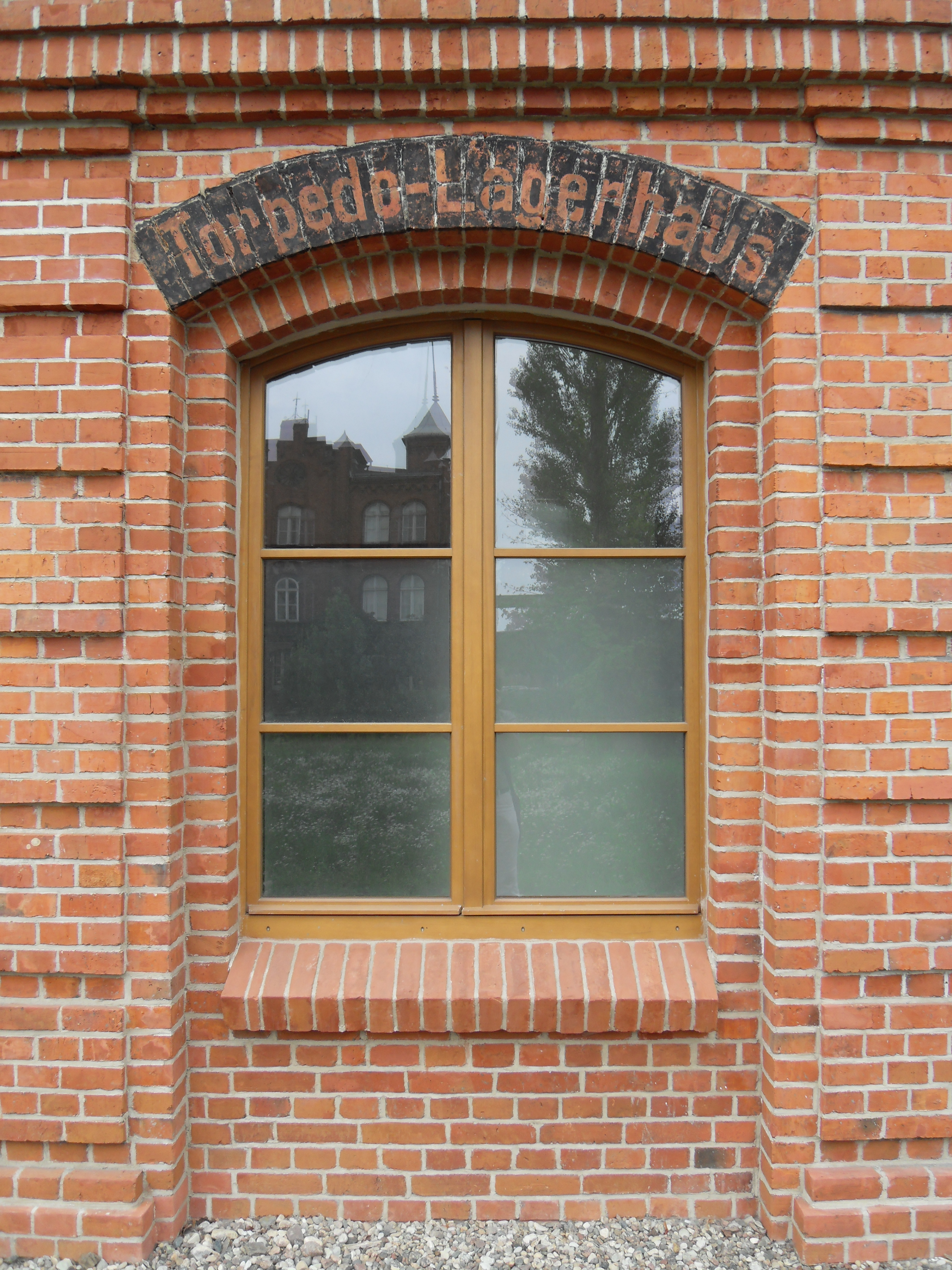
Dawny magazyn torped

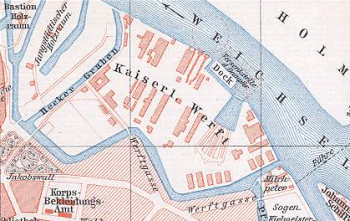
Plan Stoczni Cesarskiej w Gdańsku z ok. 1896

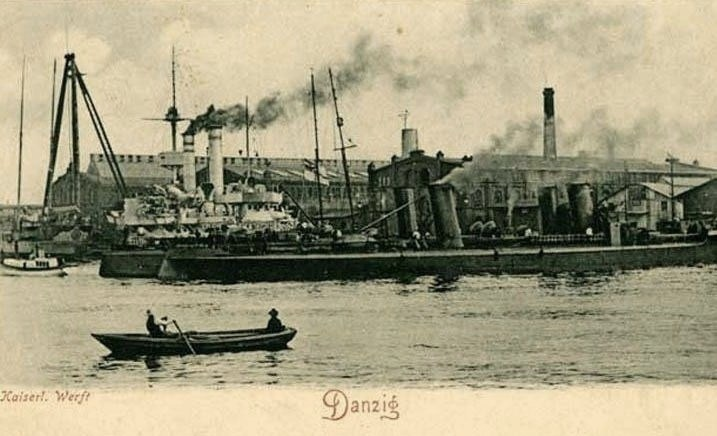
Stocznia Cesarska w Gdańsku, ok. 1900

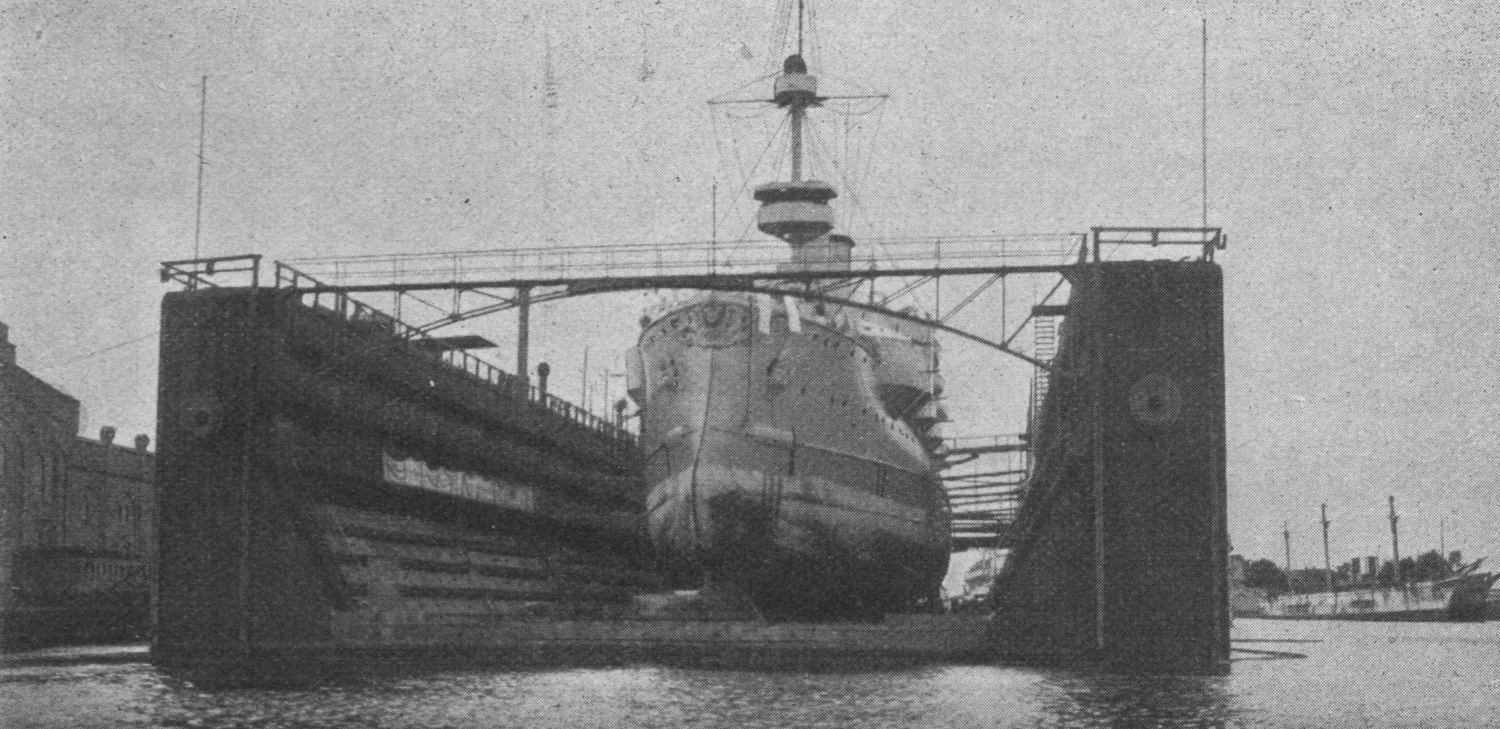
SMS Siegfried w doku pływającym Stoczni Cesarskiej w Gdańsku, 1903

Stocznia Cesarska w Gdańsku (niem. Kaiserliche Werft Danzig) – stocznia w Gdańsku działająca od XIX wieku do końca II wojny światowej, była jedną z pierwszych nowoczesnych stoczni produkujących okręty wojenne w Niemczech. Na jej bazie w 1947 utworzono Stocznię Gdańską.

## Historia
Jej początki sięgają 1844, kiedy rząd Królestwa Prus wykupił ziemię po obu brzegach Martwej Wisły w celu bazowania tam swojej floty, składającej się wówczas z jednego okrętu „Amazone”.
Przed 1918 stocznia była jednym z głównych ośrodków budowy okrętów podwodnych dla niemieckiej floty cesarskiej. Przed zakończeniem I wojny światowej zbudowano w niej 46 U-Bootów.
Po upadku monarchii w Niemczech i zakończeniu I wojny światowej, stocznia zmieniła nazwę na Danziger Werft (Stocznia Gdańska). Znalazła się następnie na terenie Wolnego Miasta Gdańska i od 1921 została objęta zakazem Ligi Narodów produkcji materiałów wojennych na terenie miasta, co podkopało jej możliwości rozwoju. Jako niemiecki zakład państwowy podlegała wywłaszczeniu i od października 1919 prowadzona była przez miasto, po czym w 1922 została przekształcona w międzynarodową spółkę akcyjną. Po 30% akcji miały w niej firmy brytyjska i francuska, a po 20% akcji miały: polski Bank Handlowy w Warszawie i gdański bank Danziger Privat Aktienbank. Spółka używała nazwy międzynarodowej The International Shipbuilding and Engineering Company Limited, ale używano też niemieckiej nazwy Danziger Werft und Eisenwerkstatten AG, po polsku Stocznia Gdańska. Stocznia budowała początkowo głównie małe statki, jak holowniki i małe parowce towarowe, a dopiero w latach 1929–1931 otrzymała zamówienia na kilka większych statków. W tym czasie Gdańsk był główną bazą remontową polskiej floty handlowej.
Po wybuchu II wojny światowej i wcieleniu Gdańska do III Rzeszy, stocznia została przejęta 30 sierpnia 1940 przez państwo, pod nazwą Danziger Werft AG. W czasie wojny budowano w niej głównie U-Booty (ogółem 42 okręty typu VIIC).
W marcu 1945 Gdańsk został opanowany przez żołnierzy radzieckich. Wyposażenie stoczni było w części uszkodzone na skutek działań wojennych i plądrowania, lecz już latem 1945 została przekazana władzom polskim i od lipca rozpoczęto tam prace. Stocznia została przemianowana na Stocznię Nr 1. 19 października 1947 połączono ją ze Stocznią Nr 2 (dawną Stocznią Schichaua) i utworzono Stocznię Gdańską.

### Okręty zbudowane w stoczni

#### Okręty podwodnezII wojny światowej
- typu VIIC: U-401(inne języki) (wodowanie 16 XII 1940), U-402(inne języki), U-403(inne języki), U-404, U-405(inne języki), U-406(inne języki), U-407, U-408(inne języki), U-409(inne języki), U-410(inne języki), U-411(inne języki), U-412(inne języki), U-413(inne języki), U-414(inne języki), U-415(inne języki), U-416(inne języki), U-417(inne języki), U-418(inne języki), U-419(inne języki), U-420(inne języki), U-421(inne języki), U-422(inne języki), U-423(inne języki), U-424(inne języki), U-425(inne języki), U-426(inne języki), U-427, U-428(inne języki), U-429(inne języki), U-430(inne języki), U-1161(inne języki) i U-1162(inne języki)
- typu VIIC/41: U-1163, U-1164(inne języki), U-1165, U-1166(inne języki), U-1167(inne języki), U-1168(inne języki), U-1169(inne języki), U-1170(inne języki), U-1171(inne języki), U-1172(inne języki) (wodowanie 3 XII 1943)

#### Okręty obrony wybrzeża
- SMS „Odin”(inne języki) zwodowany 1894

#### Krążowniki pancernopokładowe
- SMS „Freya”(inne języki) zwodowany 1897, wyporność 6791 t, 2 działa 210 mm, 6 dział 150 mm
- SMS „Vineta”(inne języki) zwodowany 1897, wyporność 6705 t, 2 działa 210 mm, 6 dział 150 mm

#### Krążowniki lekkie
- SMS „Thetis”(inne języki) zwodowany 1900, wyporność 3005 t, 10 dział 105 mm
- SMS „Berlin” zwodowany 1903, wyporność 3792 t, 10 dział 105 mm
- SMS „Danzig” zwodowany 1905, wyporność 3783 t, 10 dział 105 mm
- SMS „Stuttgart”(inne języki) zwodowany 1906, wyporność 4002 t, 10 dział 105 mm
- SMS „Emden” zwodowany 1908, wyporność 4268 t, 10 dział 105 mm

#### Awiza i kanonierki
- SMS „Iltis” – zwodowany 1878
- SMS „Seeadler” zwodowany 1893

#### Kanonierki
- SMS „Tiger” zwodowany 1899
- SMS „Luchs” zwodowany 1899
- SMS „Panther” zwodowany 1901

#### Monitory rzeczne
- OORP „Warszawa”, „Pińsk, „Horodyszcze”, „Toruń” (1920)